# STS-90
STS-90 — 25-й космічний політ шатла «Колумбія», який почався 17 квітня 1998 року. Астронавти провели в космосі близько 15 діб і успішно приземлилися на космодромі Космічного центру імені Кеннеді 3 травня 1998 року.

## Екіпаж

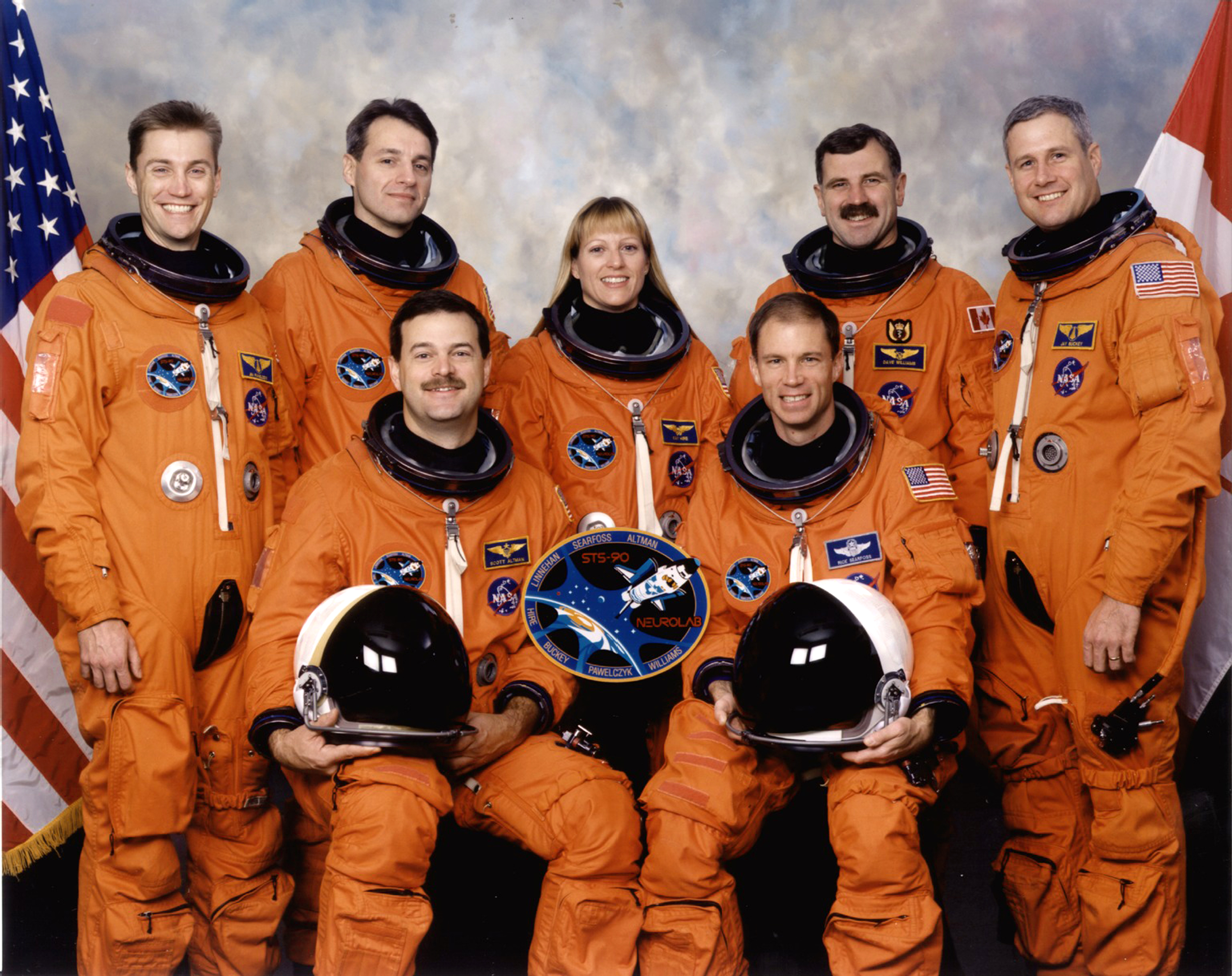
Екіпаж STS-90

- (НАСА) Річард Алан Сірфосс (англ. Richard A. Searfoss) (3)[1] — командир.
- (НАСА) Скотт Дуглас Альтман (англ. Scott D. Altman) (1) — пілот.
- (НАСА) Річард Майкл Ліннехан (англ. Richard M. Linnehan) (2) — фахівець польоту.
- (НАСА) Кетрін Патриція Хайр (англ. Kathryn P. Hire) (1) — фахівець польоту.
- (КАА) Давид Рис Вільямс (англ. Dafydd Williams) (1) — фахівець польоту.
- (НАСА) Джей Кларк Бакі (англ. Jay C. Buckey) (1) — фахівець з корисного навантаження.
- (НАСА) Джеймс Ентоні Павелчік (англ. James А. Pawelczyk) (1) — фахівець з корисного навантаження.

## Дублерний екіпаж
- (НАСА) Александер Вільям Данлап
- (JAXA) Тіакі Мукай (向 井 千秋)

## Параметри польоту
- Маса апарата при посадці — 105 462 кг.
- Вантажопідйомність — 10 788 кг.
- Перигей — 247 км.
- Апогей — 274 км.
- Нахил орбіти — 39,0°.
- Орбітальний період — 89,7 хв.

## Опис польоту
Виконувалися наукові експерименти в багаторазовій космічній лабораторії «Спейслеб».

## Моменти місії
Нейролаб — модуль Спейслеб для вивчення впливу мікрогравітації на нервову систему. Цілями Нейролаб є вивчення і покращення розуміння механізмів, відповідальних за неврологічні та поведінкові зміни в космосі. Зокрема, експерименти вивчали адаптацію вестибулярного апарату і синдром космічної адаптації, адаптацію центральної нервової системи та шляхи, які контролюють здатність відчувати положення при відсутності сили тяжіння, а також вплив мікрогравітації на розвиток нервової системи.
Місія була спільним заходом шести космічних агентств і семи дослідницьких агентств США. Команда дослідників з дев'яти країн мала виконати 31 дослідження в умовах космічної мікрогравітації. У цій місії брали участь шість інститутів Національного інституту охорони здоров'я США, Національний науковий фонд і Управління військово-морських досліджень, а також космічні агентства Канади, Франції, Німеччини та Японії, і Європейське космічне агентство.

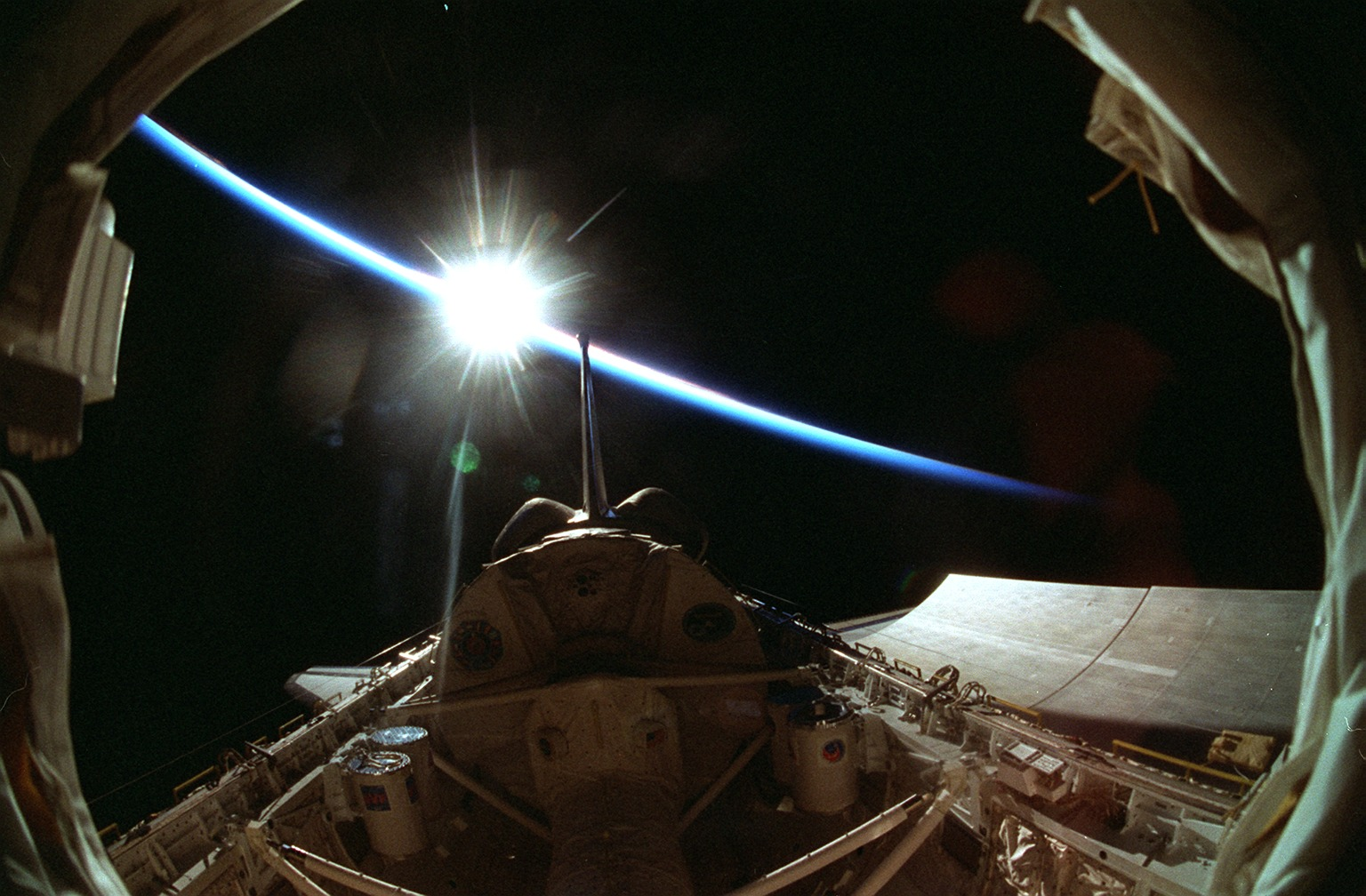
Схід сонця над Спейслеб

26 цільових експериментів у Нейролабі вивчали нервову систему — одну з найскладніших і найменш вивчених частин людського тіла. Основними завданнями були фундаментальні дослідження у сфері нейронауки, збільшення розуміння розвитку і функціонування нервової системи в космосі. Піддослідними були щури, миші, цвіркуни, равлики, два види риб і члени екіпажу. Більшість експериментів виконувалась у герметичному модулі Спейслеб, розташованому у вантажному відсіку Колумбії. Це був 16-й і останній політ розробленого ЄКА модуля Спейслеб, хоча піддони Спейслеб і далі будуть використовуватися на Міжнародній космічній станції.
Дослідження відбулись за планом, крім дослідження новонароджених ссавців, який довелось припинити через несподівано високу смертність новонароджених щурів на борту.
Іншими корисними навантаженнями були: експеримент з впливу вібрації на шатл (англ. Shuttle Vibration Forces experiment), біореактор демонстраційна система-04 (англ. Bioreactor Demonstration System-04), а також три каністри спеціальної короткострокової експозиції (англ. Get-Away Special, GAS).
STS-90 була першою місією у якій випробувалась Система орбітального маневрування для зміни орбіти.
Троє космонавтів (Вільямс, Павелчік і Баклі) з'явились у канадському телесеріалі «Популярна механіка для дітей». Після тижня польоту, спільно з інженерами на землі, екіпаж використав алюмінієву стрічку, щоб зробити обхідний трубопровід навколо ненадійного клапана у системі регенаративного видалення діоксиду вуглецю (англ. Regenerative Carbon Dioxide Removal System), який міг перервати місію.
Управління польотом вирішило не продовжувати політ на один день, оскільки наукова спільнота повідомила, що в розширенні польоту не було необхідності і після запланованої посадки в неділю 3 травня очікувалось погіршення погодних умов.
Фахівець польоту Кетрін Патриція Хайр стала першим співробітником Космічного центру Кеннеді, яка стала кандидатом у космонавти.
STS-90 був першим відомим польотом шатла з кажаном у твердопаливному прискорювачі. При польоті STS-119 також постраждав кажан.